# دانشکده مهندسی مکانیک دانشگاه شیراز

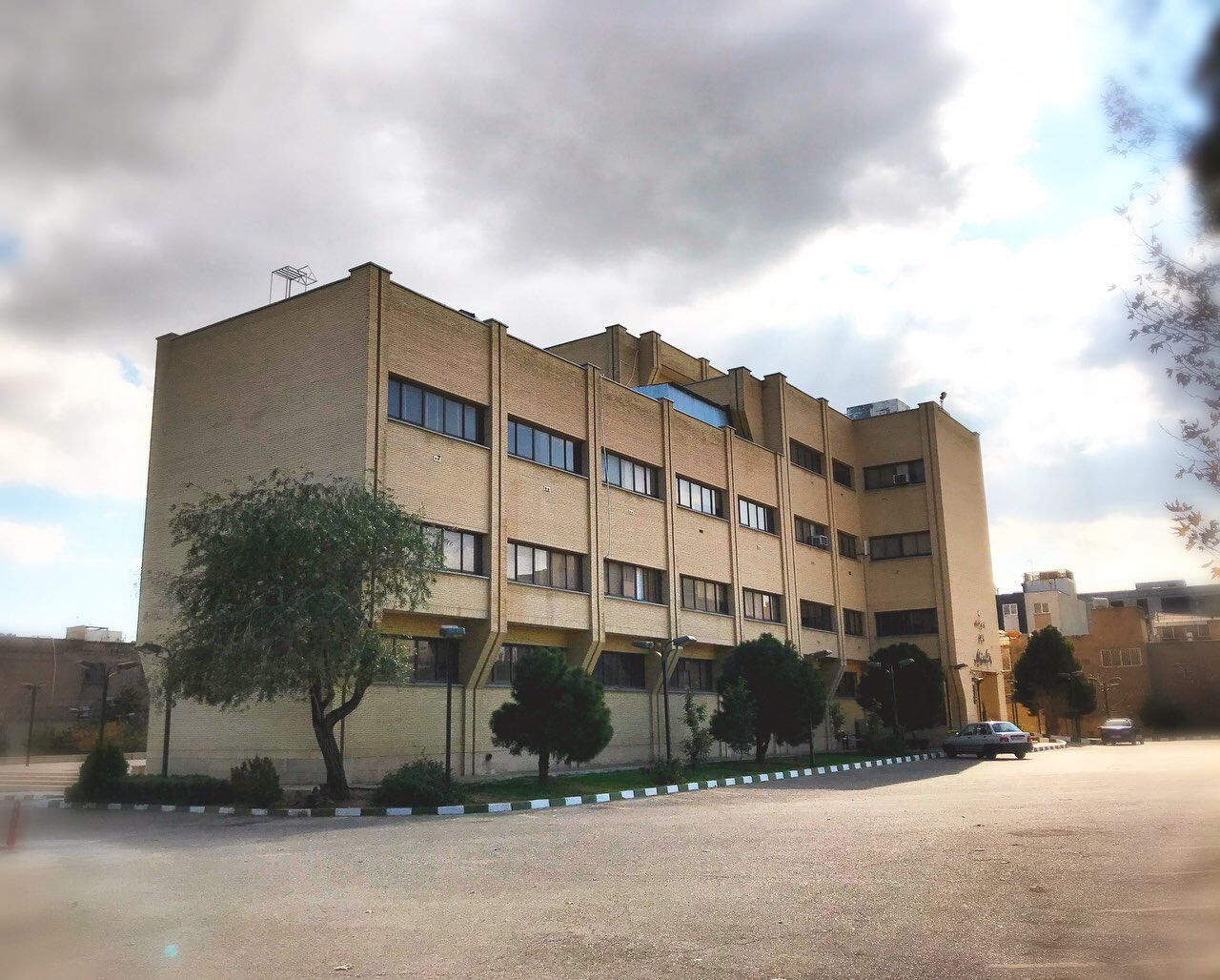
ساختمان دانشکده مهندسی مکانیک

دانشکده مهندسی مکانیک دانشگاه شیراز، از دانشکده‌های قدیمی دانشگاه شیراز است که در سال ۱۳۴۳ با پذیرش دانشجو در مقطع کارشناسی آغاز به کار کرد و پس از آن در سال ۱۳۴۸، اولین دوره دانشجویان کارشناسی ارشد را پذیرفت. آغاز دوره دکترای مهندسی مکانیک برای اولین بار در ایران، پیش از انقلاب در این دانشکده صورت پذیرفت. دارای چهار بخش مهندسی مکانیک جامدات، مهندسی مکانیک حرارت و سیالات، مهندسی انرژی - هوافضا و مهندسی هسته‌ای می‌باشد. براساس رتبه‌بندی جهانی دانشگاه ملی تایوان در سال ۲۰۲۰ این دانشکده در رتبه ۲۳۲ قرار گرفت.

## تاریخچه
این دانشکده در سال ۱۳۴۳ با پذیرش دانشجو در مقطع کارشناسی آغاز به کار کرد.

## ساختار
هم‌اکنون دانشکده مهندسی مکانیک دارای چهار بخش مهندسی مکانیک جامدات؛ مهندسی مکانیک حرارت و سیالات؛ مهندسی انرژی - هوافضا و مهندسی هسته‌ای می‌باشد. این دانشکده در مقطع کارشناسی در دو گرایش مکانیک جامدات و حرارت و سیالات و در مقطع کارشناسی ارشد در پنج گرایش مکانیک طراحی کاربردی، مکانیک تبدیل انرژی، هوافضا آیرودینامیک؛ مهندسی هسته‌ای گرایش رآکتور و هسته‌ای پرتو پزشکی و در مقطع دکتری در گرایش‌های مکانیک طراحی کاربردی، مکانیک حرارت و سیالات، هوافضا آیرودینامیک، مهندسی هسته‌ای گرایش رآکتور و پرتو پزشکی دانشجو می‌پذیرد.

## هیئت علمی
دانشکده مهندسی مکانیک دانشگاه شیراز، در حال حاضر از فعالیت ۳۵ عضو هیئت علمی بهره می‌برد. از این تعداد ۱۴ نفر در بخش مهندسی مکانیک جامدات، ۱۲ نفر در بخش‌های مهندسی مکانیک حرارت و سیالات و مهندسی هوا فضا و ۹ نفر در بخش مهندسی هسته‌ای و مرکز تحقیقات تابش مشغول به فعالیت علمی هستند.

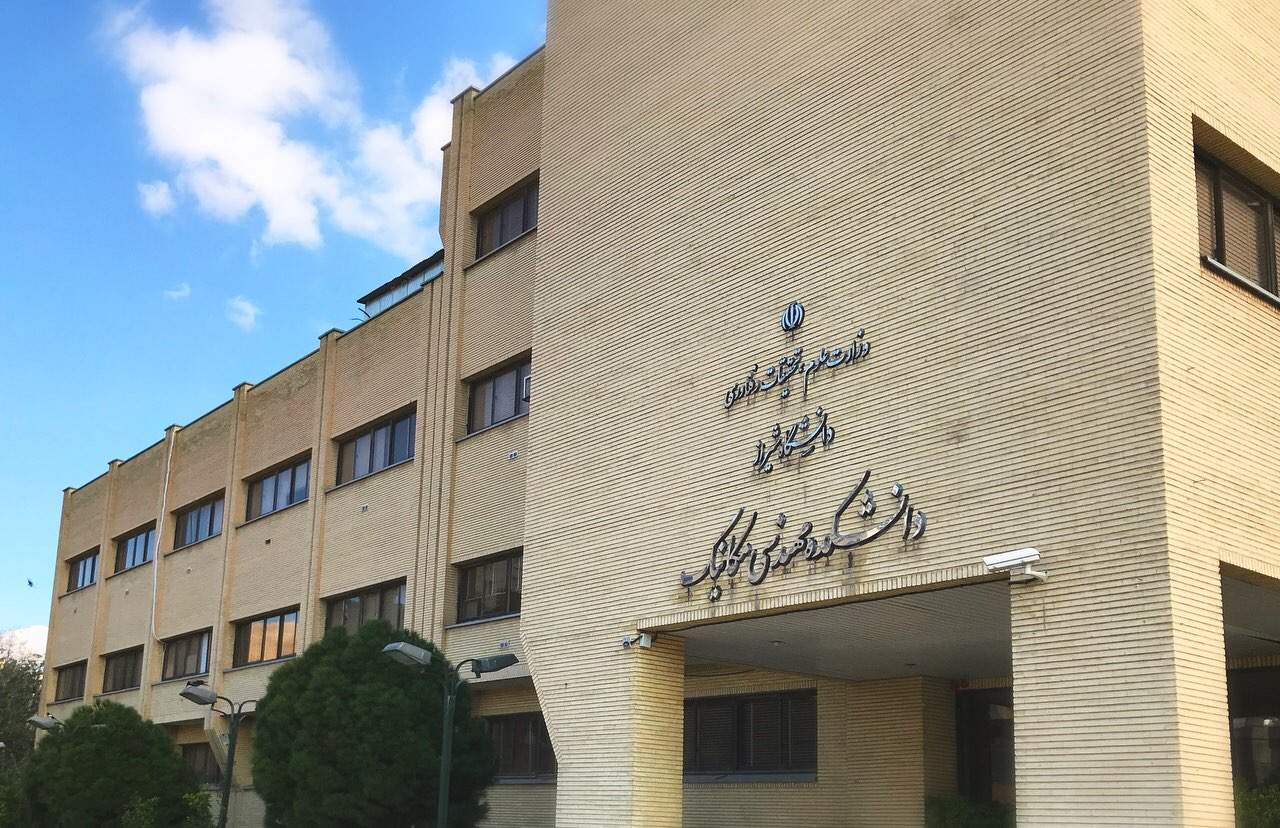
ساختمان دانشکده مهندسی مکانیک دانشگاه شیراز

## دانش آموختگان
تاکنون بیش از ۲۶۴۶ دانشجو در مقطع کارشناسی، ۶۱۵ دانشجو در مقطع کارشناسی ارشد و ۶۰ دانشجو در مقطع دکتری از این دانشکده فارغ‌التحصیل شده‌اند.

## دانشجویان
تعداد دانشجویان مقطع کارشناسی دانشکده مهندسی مکانیک در حال حاضر ۴۶۵ نفر، دانشجویان مقطع کارشناسی ارشد ۲۹۵ نفر و تعداد دانشجویان دوره دکتری ۱۰۳ نفر می‌باشد.

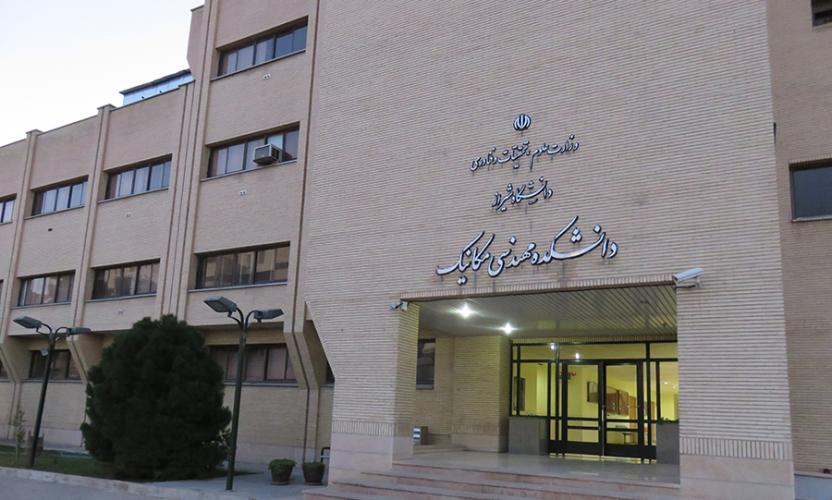
در ورودی دانشکده مهندسی مکانیک

## فعالیت‌های علمی پژوهشی
فعالیت‌های آموزشی و پژوهشی این دانشکده، محدود به تربیت دانشجو نبوده و همه ساله تحقیقات فراوانی توسط اساتید و دانشجویان و زیرمجموعه‌های دانشکده مهندسی مکانیک در زمینه‌های گوناگون علمی و صنعتی به انجام می‌رسد.

## گروه‌های آموزشی
دانشکده مهندسی مکانیک دانشگاه شیراز در ۴ رشته و سه مقطع کارشناسی، کارشناسی ارشد و دکترا فعال است و در مقطع کارشناسی دو گرایش مهندسی مکانیک، در مقطع ارشد ۵ گرایش و در مقطع دکترا در چار گرایش دانشجو می‌پذیرد.
مقطع کارشناسی
- طراحی جامدات
- حرارت و سیالات

کارشناسی ارشد
- مکانیک-طراحی کاربردی
- مکانیک-تبدیل انرژی
- هوافضا-آیرودینامیک
- هسته‌ای- رآکتور
- هسته‌ای - پرتو پزشکی
- هسته‌ای - کاربرد پرتوها

دکترا
- مکانیک-طراحی کاربردی
- مکانیک-تبدیل انرژی
- هسته‌ای – راکتور
- هسته‌ای – پرتو پزشکی

## کارگاه‌ها و آزمایشگاه‌های تخصصی
این دانشکده جهت تکمیل آموزش‌های نظری و فنی خود، از مجموعه مجهزی از آزمایشگاه‌ها و کارگاه‌های تخصصی بهره می‌برد. اسامی برخی از آزمایشگاه‌ها و مراکز تحقیقاتی مرتبط با این دانشکده به قرار ذیل می‌باشد:
- آزمایشگاه ترمودینامیک
- آزمایشگاه دزیمتری
- آزمایشگاه دینامیک و ارتعاشات
- آزمایشگاه طیف نگاری گاما
- آزمایشگاه فیزیک هسته‌ای
- آزمایشگاه انتقال حرارت
- آزمایشگاه تونل باد و آیروالاستیسیته
- کارگاه اتومکانیک
- کارگاه ماشین ابزار
- کارگاه جوشکاری
- مرکز انرژی خورشیدی
- مرکز تحقیقات پیشرفته در طراحی
- مرکز تحقیقات سازه‌های هوشمند
- مرکز تحقیقات پیل‌های سوختی
- مرکز تحقیقات تابش
- مرکز تحقیقات موتور
- مرکز تحقیقات هوایی (مجری سیستم تونل باد حدود صوت)
- مرکز محاسبات سریع